# Fallmeisterei (Wilhermsdorf)
Fallmeisterei ist ein Gemeindeteil des Marktes Wilhermsdorf im Landkreis Fürth (Mittelfranken, Bayern). Fallmeisterei liegt in der Gemarkung Wilhermsdorf.

## Geographie
Der aus sechs Wohngebäuden bestehende Weiler bildet eine geschlossene Siedlung mit dem südlich gelegenen Wilhermsdorf. 0,5 km nordwestlich des Ortes liegt das Mittelfeld, 1 km nordöstlich liegt der Spitalwald.

## Geschichte
Im Rahmen des Gemeindeedikts wurde die Fallmeisterei dem 1808 gebildeten Steuerdistrikt Wilhermsdorf und 1813 der Munizipalgemeinde Wilhermsdorf zugeordnet.

## Einwohnerentwicklung
| Jahr      | 001840 | 001861 | 001871 | 001885 | 001900 | 001925 | 001950 | 001961 | 001970 | 001987 |
| Einwohner | 4      | 6      | 6      | 16     | 11     | 7      | 19     | 30     | 24     | *      |
| Häuser    | 1      |        |        | 2      | 2      | 2      | 2      | 4      |        | *      |
| Quelle    | [ 7 ]  | [ 8 ]  | [ 9 ]  | [ 10 ] | [ 11 ] | [ 12 ] | [ 13 ] | [ 14 ] | [ 15 ] | [ 16 ] |

## Religion
Der Ort ist evangelisch-lutherisch geprägt und bis heute nach St. Martin und Maria (Wilhermsdorf) gepfarrt, die Einwohner römisch-katholischer Konfession sind nach St. Michael (Wilhermsdorf) gepfarrt.